# Pyttelök
Pyttelök (Allium parvum) är en växtart i släktet lökar och familjen amaryllisväxter. Den beskrevs av Albert Kellogg.

## Utbredning
Pyttelökens naturliga utbredningsområde är i västra USA; i delstaterna Oregon, Idaho, Kalifornien, Nevada och Utah. Den odlas även som prydnadsväxt i andra delar av världen.